# Мендоль
Мендоль (хак. Мондол аал) — деревня в Ширинском районе Хакасии.
Находится в 44 км к юго-западу от райцентра — пгт Шира и ж.-д. станции. Расположена на берегу р. Белый Июс.
Число хозяйств — 18, население — 34 чел. (01.01.2004), в том числе хакасы, русские и др.
Название происходит от имени Мендоля Куртиякова — хозяина зимника. Возникла в 1930-е как подсобное хозяйство ныне несуществующего рудника «Балахчин».
Через деревню проходит автодорога Малый Спирин — Беренжак, по которой осуществляется связь с райцентром.

## Население
| 2002 | 2010 |
| ---- | ---- |
| 40   | ↘21  |